# Marshmello
Marshmello, pseudonimo di Christopher Comstock (Filadelfia, 19 maggio 1992), è un disc jockey, produttore discografico e musicista statunitense.
È diventato famoso per i remix delle canzoni dei Jack Ü e Zedd, per poi cavalcare l’onda del successo collaborando con artisti come Kane Brown, Manuel Turizo, Farruko, Khalid, Juice WRLD, Halsey, Selena Gomez e Demi Lovato nei suoi singoli multi-platino. Dal 2016 è presente nella classifica Top100Djs pubblicata dalla rivista Dj Magazine, con il piazzamento più alto al n°5 nel 2019. Ha inoltre partecipato al 20º anniversario di SmackDown, vincendo il 24/7 Championship e nel 2018 insieme a Tyler "Ninja" Blevins vince il Fortnite Pro am Duo. Il 3 novembre 2023 ha pubblicato il suo quinto album in studio, Sugar papi.

## Biografia

### 2015: I primi remix & Keep It Mello

Il 3 marzo 2015 Marshmello pubblica la sua prima traccia intitolata Wavez, sulla piattaforma SoundCloud. In seguito alla pubblicazione di questa traccia realizza altre canzoni, ottenendo il sostegno di altri musicisti come Skrillex. A giugno 2015, pubblica un remix di successo per gli inizi della sua carriera sulla canzone Where Are Ü Now, del duo disc jockey Jack Ü formato da Skrillex e Diplo in collaborazione con Justin Bieber. Successivamente partecipa al Hard Day of The Dead in California, al Pier 94 a New York, al Pomona California Pomona e al Miami Music Week. Il 24 ottobre rilascia il singolo commerciale Keep It Mello insieme al rapper Omar LinX e sarà la sua prima canzone originale che scalerà le classifiche dell'EDM e che farà numeri a nove cifre. Il singolo avrà una certificazione oro e il video musicale che uscirà l’anno successivo conterà oltre 350 milioni di visualizzazioni.

### 2016: Joytime & Alone

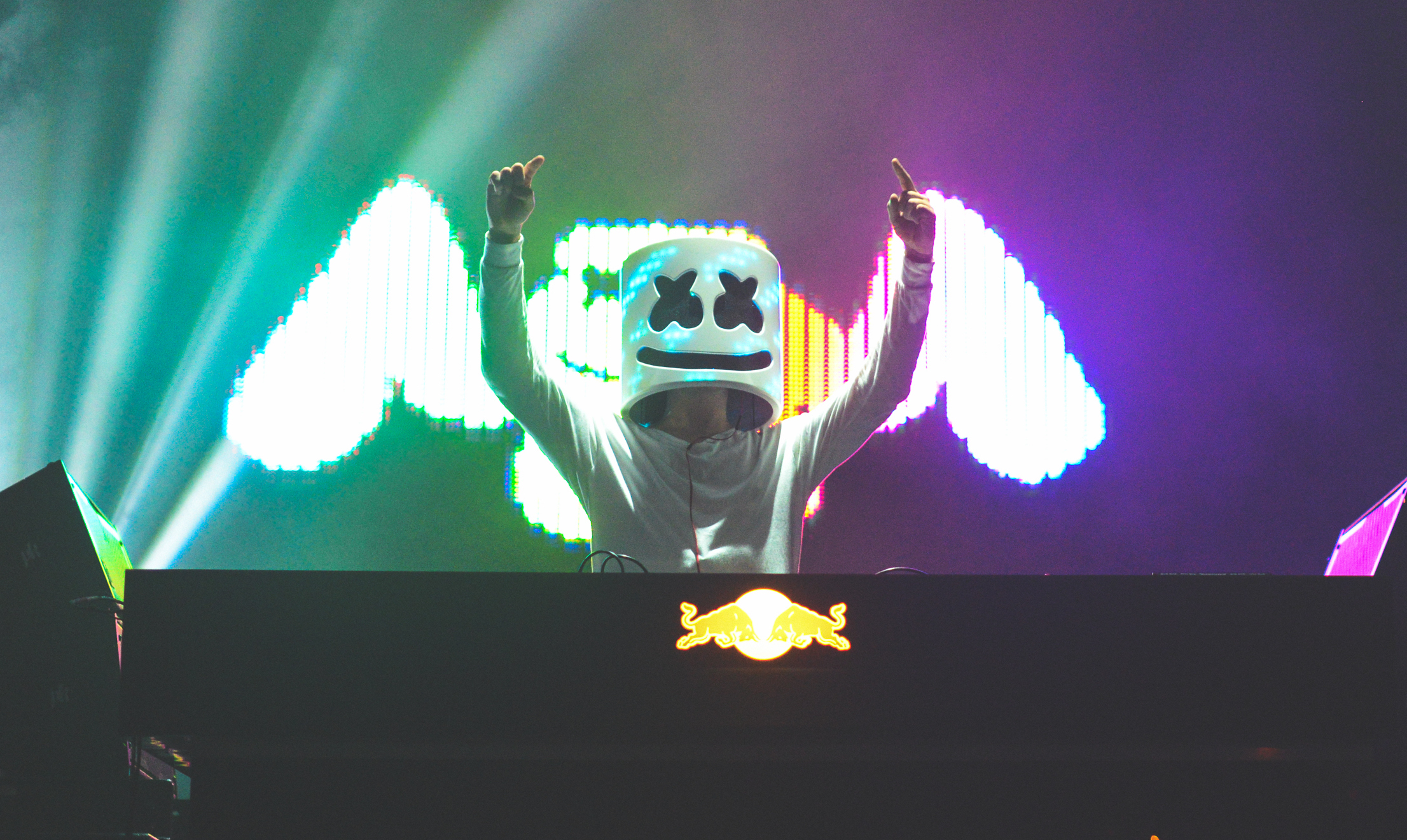
Marshmello in un'esibizione al VELD, 2016

Nel primo mese del 2016, Marshmello decide di pubblicare una raccolta di alcune delle sue precedenti canzoni in un album chiamato Joytime, nel quale include anche il singolo Keep It Mello. Quest’ultimo ha come gestore Moe Shalizi di Red Light Management, il quale gestisce altri artisti come JAUZ, Slushii e Ookay. L’album è stato pubblicato da Marshmello tramite la sua casa discografica Joytime Collective e contiene 10 tracce. L’album riesce ad ottenere il quinto posto nella Billboard Dance/Electronic Albums.
Marshmello debutta per la casa discografica Monstercat con il singolo Alone che viene inserito nell’album compilation chiamato Cataclysm. In seguito, il 3 giugno viene annunciato l’inizio di un contest per il miglior remix del singolo Alone. Al vincitore del torneo, il duo MRVLZ, viene data la possibilità di pubblicare il remix nella casa discografica Monstercat e di suonare un DJ set di apertura al Camp Bisco. Il 2 luglio Marshmello pubblica su YouTube il video ufficiale della canzone Alone ottenendo più di 1 miliardo di visualizzazioni, il tutto preceduto dal successo del video musicale di Keep It Mello uscito pochi mesi prima.
Il 19 giugno 2016 Marshmello si è esibito all'Electric Daisy Carnival a Las Vegas dove il disc jockey olandese Tiësto, che indossava gli stessi indumenti del disc jockey americano, si è tolto il casco dopo essersi presentato sul palco, fingendo così di essere lui il vero Marshmello. In seguito è stato svelato dai fan e dai media che l'esibizione di Tiësto era stata solamente una trovata pubblicitaria dato che è stata scoperta una foto dei due mascherati prima dello show.
Il 20 agosto Marshmello annuncia per la prima volta le date e luoghi del tour chiamato Ritual Tour. Il tour comprende tappe in diverse nazioni come Stati Uniti, Sud Corea, Cina, India e Paraguay a partire dal 30 settembre e fino al 21 gennaio 2017. La canzone Ritual, con il cantautore americano Wrabel, permette a Marshmello di debuttare per OWSLA (etichetta di Skrillex); in seguito, pubblica su YouTube il video musicale della canzone che conta più di 50 milioni di visualizzazioni. Non poco tempo dopo, fonda la sua etichetta discografica Joytime Collective.

### 2017: Silence & Wolves

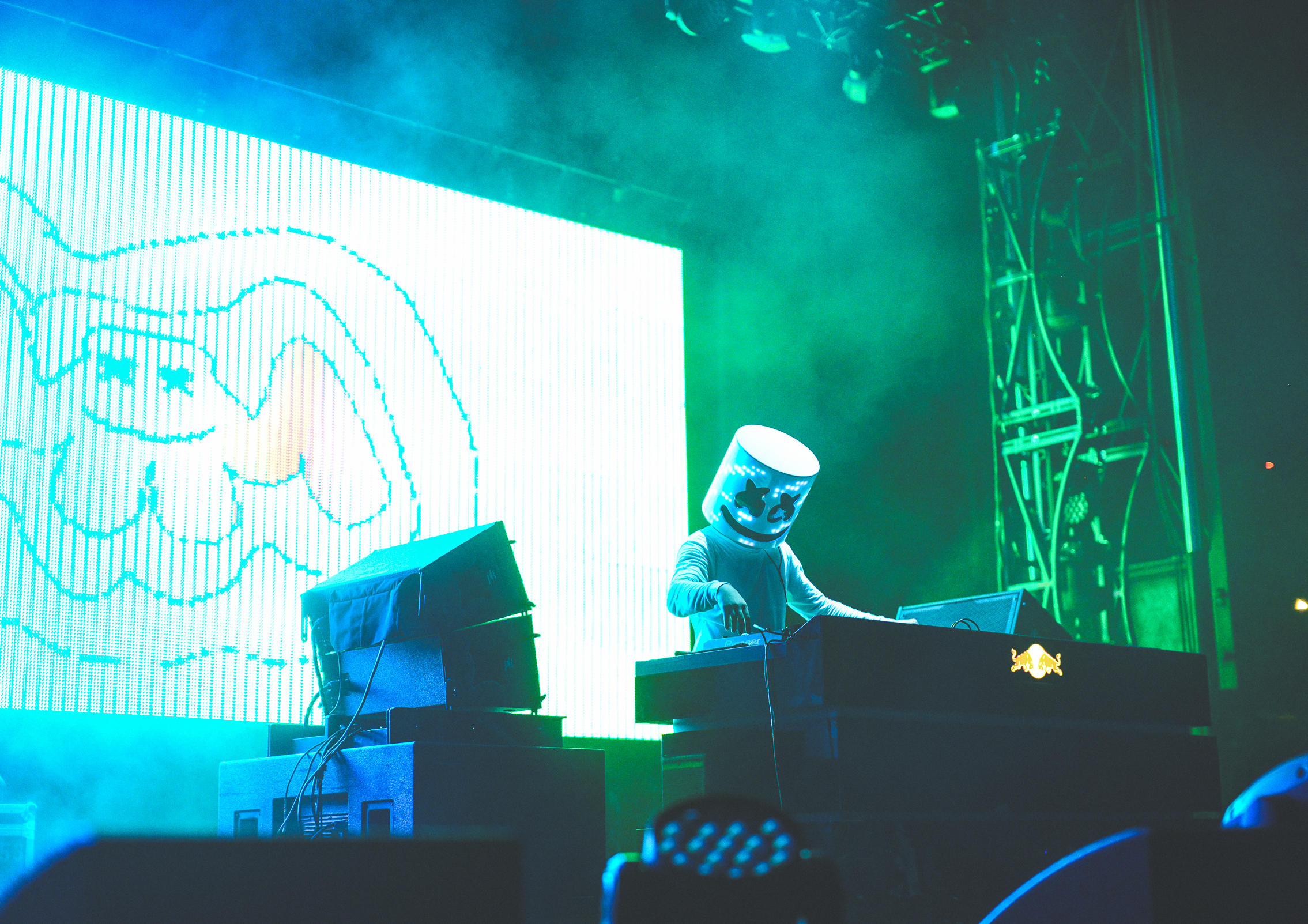
Marshmello al Max Decent Block Party.

Il 24 febbraio pubblica Chasing Colors, una collaborazione con il disc jockey Ookay e la cantante Noah Cyrus. Il mese dopo pubblica un'altra traccia in collaborazione con Slushii intitolata Twinbow. Il 5 maggio Marshmello pubblica il suo terzo singolo dell’anno intitolato Moving On. Non è la prima volta che i suoi fan sentono la canzone, infatti due anni prima ne aveva fatto uscire un’anteprima su Twitter. Sempre su Twitter, l’8 luglio annuncia l’uscita di una nuova traccia in collaborazione con il rapper Blackbear e la cantante Demi Lovato. Marshmello pubblica il 28 luglio una traccia intitolata Love U, dedicata ai fan. In solo 12 mesi dalla prima comparsa nel mondo dell’EDM, Marshmello è riuscito a guadagnare 21 milioni di dollari. Questo, secondo una lista creata da Forbes, gli permette di entrare nella classifica dei 10 disc jockey più pagati nel 2017. L’11 agosto, annuncia su Twitter l’uscita del suo nuovo singolo in collaborazione con il cantante Khalid intitolato Silence. La canzone entra nella Top 200 di 28 paesi e nella classifica di Worldhit. Il 25 ottobre Marshmello pubblica insieme a Selena Gomez la traccia Wolves, che diventa presto un successo commerciale,  ed entra nella top 10 di più di 20 paesi e riesce a vendere più di 5 milioni di copie in pochi mesi. Nello stesso anno collabora con i Migos nel singolo Danger, brano estratto dalla colonna sonora del film Bright. Il 20 ottobre pubblica l’ultimo singolo dell’anno intitolato You & Me.

### 2018: FRIENDS, Happier & Joytime II

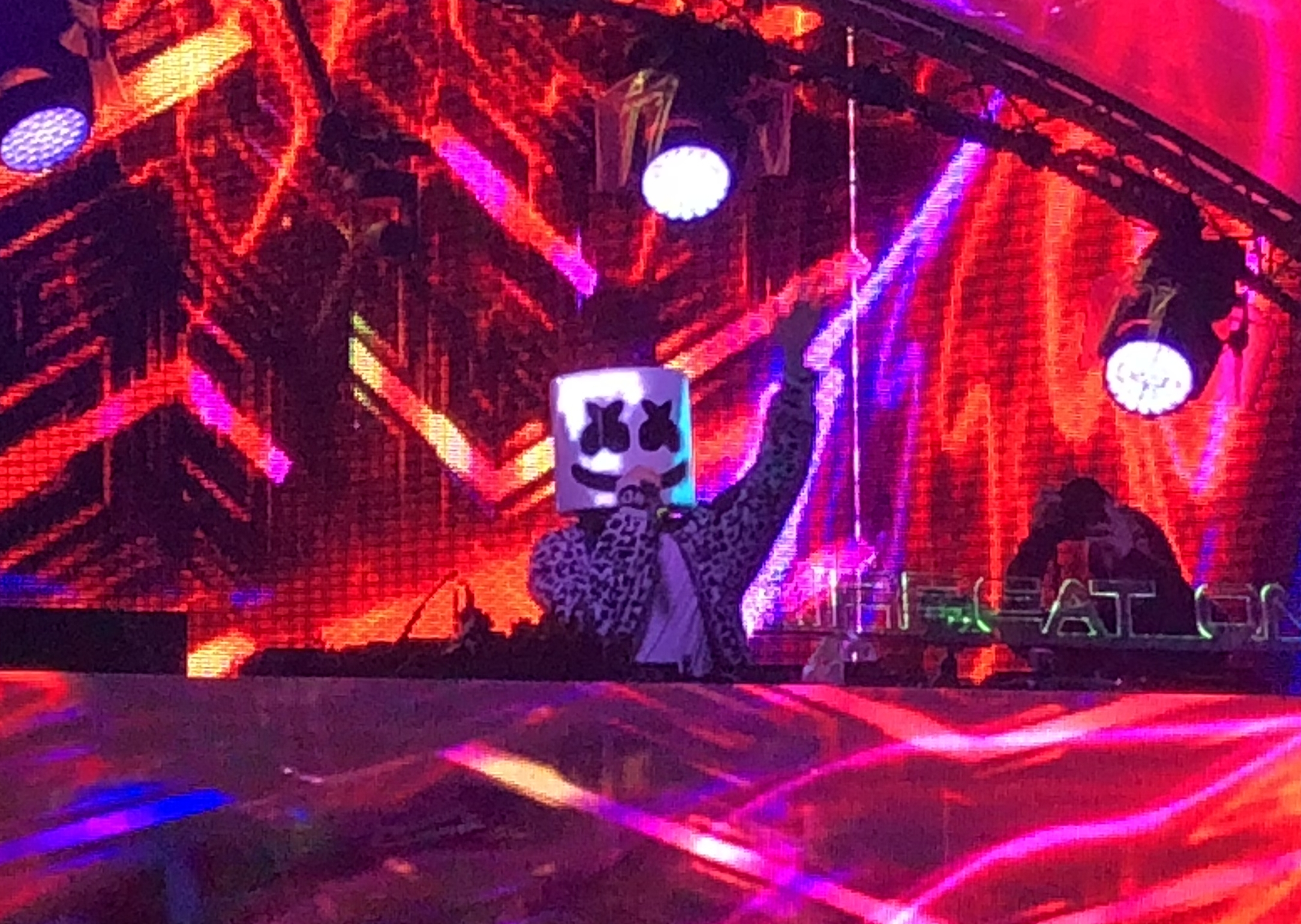
Marshmello all'Airbeat One, 2018

A causa dell’improvvisa morte di Lil Peep, Marshmello, per desiderio della madre del rapper, pubblica la loro collaborazione Spotlight il 12 gennaio, iniziata a novembre dell'anno precedente e mai terminata. Il 9 febbraio pubblica, per la sua etichetta discografica, il nuovo singolo intitolato FRIENDS in collaborazione con Anne-Marie. Lo stesso giorno viene pubblicato anche il video del testo della canzone. La canzone riscuote un enorme successo stando in vetta alle classifiche per mesi e vendendo oltre 4 milioni di copie negli Stati Uniti, raggiungendo anche disco di diamante in Francia e tra video musicale e testo, la canzone conteggia oltre 2 miliardi di visualizzazioni solo su YouTube. Il 2 marzo pubblica il video della traccia intitolata Everyday realizzata insieme al rapper Logic. L'8 marzo, per ringraziare gli 11 milioni di iscritti sul suo canale YouTube, pubblica il singolo Fly con l'accompagnamento vocale della cantautrice Leah Culver. Dopo aver pubblicato Tell Me e Ceck This Out come estratti del suo prossimo album settimane prima, rilascia completamente il suo secondo secondo album in studio Joytime II il 22 Giugno. Il 17 agosto è stato pubblicato il singolo Happier, collaborazione con la band britannica Bastille la cui parte vocale è cantata da Dan Smith. Il video musicale è stato reso disponibile su YouTube a fine settembre e ha la partecipazione di Miranda Cosgrove. Il singolo ha raggiunto il numero due sia nella classifica dei singoli del [[Regno Unito]] che della Billboard Hot 100. Secondo Billboard, Happier fu la canzone EDM più ascoltata del 2019 e fu anche il singolo più alto in classifica per Marshmello (Pareggiando con Come & Go con Juice WRLD dopo la sua uscita.) poco più di 1 anno dalla sua uscita, la canzone supero il miliardo di ascolti su Spotify e fu la prima canzone del dj a superare questo traguardo. A dicembre è stato rilasciato Project Dreams un singolo in collaborazione col rapper Roddy Rich.

### 2019: Fortnite, Here With Me & Joytime III

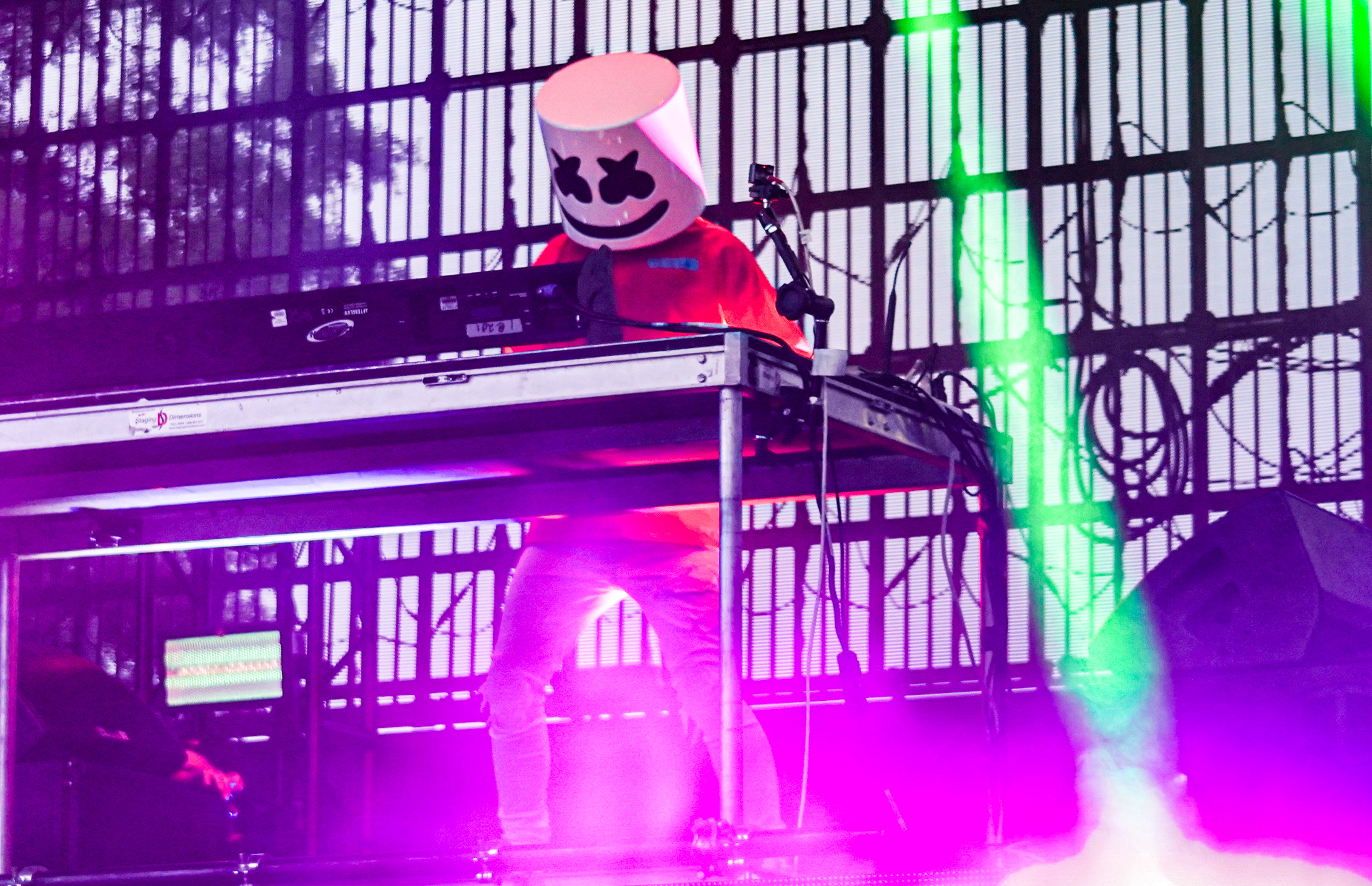
Marshmello al Capital Pride Festival, in Washington nel 2019.

Nel 2019 il disc jockey firma una collaborazione con la casa di sviluppo di videogiochi americana Epic Games nel gioco Fortnite Battle Royale per tenere un concerto virtuale in una delle città del gioco, precisamente a Parco Pacifico (in inglese Pleasant Park) e, in contemporanea, viene inserita una skin con le fattezze del disc jockey. Il concerto si è tenuto il 2 febbraio 2019 raggiungendo il record di 10 milioni di utenti che hanno assistito all'evento, mantenuto fino all'aprile 2020 quando venne superato dal concerto virtuale di Travis Scott. Successivamente il dj collabora con la band Scozzese CHVRCHES rilasciando “Here With Me” l’8 Marzo. La canzone scala le classifiche EDM e su Spotify registra il record di quasi 700 milioni di stream. Il video musicale per il brano uscirà il 10 Aprile. Il 25 Aprile collabora con Chris Brown e Tyga nel brano Light It Up. La canzone scatenò un beef di cui il dj si ritrovò in mezzo tra la band Scozzese CHVRCHES con cui ha collaborato in precedenza e i due rapper che hanno partecipato alla canzone accompagnati dai loro fan, dopo che la band scrisse su Instagram un messaggio sostenendo di essere sconvolta e delusa dalla scelta di Marshmello di collaborare con i 2 rapper che erano autori di violenza domestica, dopo che Chris Brown ammise di aver aggredito Rihanna, con cui al tempo era fidanzato nel 2009 mentre si dirigevano ai Grammy e Tyga che venne accusato di frequentare la modella Kylie Jenner prima che lei avesse 18 anni. I fan dei due rapper scatenati da ciò, inviarono messaggi abusivi a Lauren Mayberry (cantante della band) sostenendo anche che la sua canzone insieme al dj fosse un “flop”. Il 21 Giugno pubblica “One Thing Right” insieme al cantante statunitense Kane Brown. La canzone ha raggiunto la vetta nella “Hot Country Songs” statunitense ed il video musicale della traccia è stato rilasciato il 18 Luglio. Il 3 Luglio rilascia il suo terzo album in studio Joytime III. Il singolo principale dell’album è Rescue Me con la band A Day To Remember. Il 28 Luglio si svolgono le finali del torneo mondiale della Fortnite World Cup e dopo che Marshmello ha partecipato nei giorni precedenti insieme al famoso gamer Ninja, il giorno delle finali fa un'apparizione con un'esibizione speciale. Il 13 Novembre dopo averlo annunciato anni fa sui social, Marshmello rilascia la sua collaborazione con blackbear nel singolo Tongue Tied, il tutto che vede anche la partecipazione del cantante YUNGBLUD.

### 2020: Be Kind & Come & Go

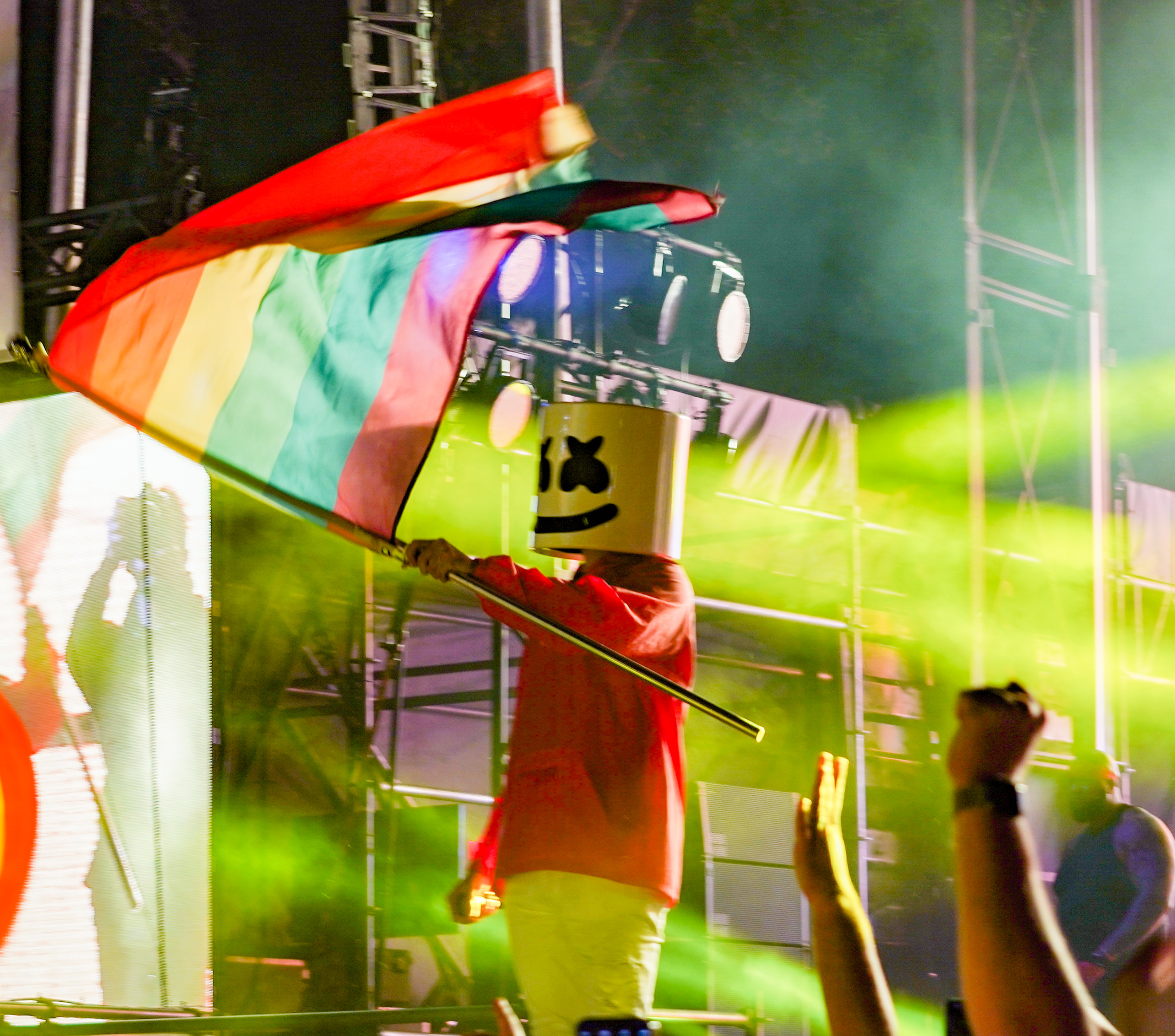
Marshmello insieme a Lindsay Lohan agli EMA

Il 25 Febbraio 2020 Marshmello rilascia la sua seconda collaborazione con il dj SVDDEN DEATH Crusade, Mentre il 3 Aprile collabora con il rapper SAINt JHN e l’amico produttore Southside per il singolo Been Thru This Before. Il 1 Maggio rilascia Be Kind insieme alla cantante Halsey dopo averlo annunciato un paio di giorni fa su Twitter. Il video musicale uscirà a fine Giugno e vedrà Halsey nei panni di una ragazza in “stile” Anime, per via della passione in comune che i due artisti hanno su quest’ultimo come svelato in una live Instagram insieme. Marshmello appare anche nell’album Legend Never Die del rapper defunto Juice WRLD collaborando nei singoli Come & Go (Uscito un giorno prima dell’uscita del album) e Hate The Other Side con la partecipazione di Polo G e The Kid Laroi. I singoli riscuoto un enorme successo, soprattutto Come & Go che sarà il più ascoltato del album, e il dj svela di avere ancora altre 7/8 canzoni postume con il rapper. Il 10 Settembre 2020 pubblica la sua attesa collaborazione OK Not To Be OK con la cantante Demi Lovato. il singolo è stato fatto in collaborazione con l’associazione no profit “Hope for the Day” che lavora per combattere lo stigma della salute mentale e la prevenzione del suicidio, il cui motto è proprio "It's OK Not to Be OK" ("Va bene non stare bene"). Il 23 ottobre 2020 pubblica il singolo Too Much in collaborazione con Usher e Imanbek.

### 2021-2022: Leave Before You Love Me, Numb & Shockwave
A fine Gennaio 2021 esce “You” una collaborazione con i cantautori Benny Blanco e Vance Joy. Il 21 Maggio collabora con il gruppo musicale pop punk Jonas Brothers su “Leave Before You Love Me” un successo estivo che raggiungerà la 13ª posizione della Billboard Hot 100. Il video musicale verrà reso disponibile il 25 Maggio. La canzone sarà una delle più famose per entrambi gli artisti. Il 29 Maggio Marshmello ha guidato la cerimonia di apertura della finale di UEFA Champions League 2021. L’11 Giugno pubblica il suo quarto album in studio Shockwave che dentro ha collaborazioni con TroyBoy, Megan Thee Stallion, Juicy J e molti altri. Ad Agosto collabora con il disc jockey Alesso e il cantautore chitarrista James Bay per “Chasing Stars”.
Il 2 Febbraio 2022 per celebrare i 3 anni dal concerto virtuale fatto a Parco Pacifico il dj riapre la collaborazione con il famoso videogioco Battle Royale “Fortnite” Espandendo la sua collezione di cosmetici, includendo anche nuove skin, con tanto di merchandising a tema. poco dopo venne nominato alla 64ª edizione dei Grammy per Shockwawe. Dopo il successo della famosa hit “Silence” creata con il cantautore statunitense Khalid, il duo decide di collaborare di nuovo e di rilasciare il 10 Luglio “Numb” una canzone estiva prodotta da Marshmello e Digital Farm Animals. la canzone ha debuttato Billboard Hot 100 ed è stata nominata come “canzone dell’estate” al Festival degli VMAs di quell’anno. Poco dopo, il 29 Giugno il produttore annuncia di collaborare con Coca Cola per creare una sua edizione limitata della bevanda al gusto di fragola e anguria fusa con il classico gusto della bevanda. Il 14 Ottobre rilascia “Bye Bye”  il suo terzo singolo postumo in collaborazione con il rapper Juice WRLD ed il tutto è stato annunciato giorni prima nei profili social di Marshmello e di Lil Bibby (Manager di Juice WRLD).

### 2023: Sugar Papi
A inizio 2023 pubblica vari singoli che andranno a comporre il suo nuovo album Joytime IV (vedere su YouTube, esistente una playlist).  Il 3 Marzo 2023 come anticipato in dei video Instagram, rilascia la sua collaborazione insieme al famoso cantante colombiano Manuel Turizo El Merengue. La canzone unisce la musica elettronica al Merengue e sarà il primo estratto del quinto album in studio nonché primo latino del Producer. Il 13 Aprile rilascerà “Esta Vida” insieme al cantante portoricano Farruko come secondo estratto del futuro album latino. Successivamente il dj collaborerà anche con il cantante statunitense Brent Fayaz in Fell In Love, una traccia groove estivo diretto accompagnata anche da un video musicale. Il 18 Agosto Marshmello rilascia Tempo, una collaborazione insieme alla cantante portoricana Young Miko. anche questa canzone è un estratto dell’album latino e diventerà un Trend sui social. 8 Settembre esce Other Boys, un omaggio ai Flight Facilities creato insieme alla cantante Dove Cameron. il singolo avrà un video animato con testo che uscirà sul canale dell’artista. Il 20 Ottobre rilascia Dreaming una traccia insieme a Pink e Sting. Sempre lo stesso giorno esce l’album  “Pa Las Baby's y Belikeada” del gruppo musicale messicano Fuerza Regida e Marshmello fa un'apparizione nel singolo HARLEY QUINN. il singolo riceverà anche un video musicale il 15 Dicembre e sara presente anche nel futuro album latino di Marshmello. Il 15 Settembre esce l’album Boy Meets World del rapper Sleepy Hallow che vede la partecipazione di Marshmello in due tracce. Il 3 Novembre esce l’album chiamato Sugar Papi pubblicato dalla Sony Music Latin e contiene 6 nuovi singoli senza contare quelli già usciti in precedenza, tra cui Alcohol con il rapper latino Anuel AA e Sou Musa do Verão con la cantante brasiliana Luisa Sonza. L’album raggiungerà la posizione numero 2 globale nella sua prima settimana di lancio (rispettivamente dietro a GOLDEN di Jung Kook) e diventerà velocemente l’album con più riproduzioni di Marshmello su Spotify. Il 15 Novembre dopo molti anni pubblica un nuovo remix questa volta su “Water” una canzone della cantante sudafricana Tyla, lo stesso giorno è stato pubblicato un remix della stessa canzone anche con il Rapper Hitmaker, Travis Scott.

### 2024-presente: Miles On It e collaborazioni
Nel 2024 Marshmello collabora con l’amico disc jockey SVDDEN DEATH, rilasciando il primo volume del mixtape intitolato “MELLODEATH Tapes Vol. 1” contenente la traccia dubstep “Fireball” collaborazione con la band Crown The Empire. Il duo farà anche un Tour con varie tappe che si concludere a Dallas il 26 Aprile ed una playlist ufficiale su Spotify. Successivamente rilascia un EP riddim di cui parlava da tempo chiamato “It’s Riddim Time” inizialmente come esclusiva su SoundCloud, per poi essere caricato con una nuova copertina su tutte le piattaforme tempo dopo. Il 3 Maggio il produttore rilascia una nuova collaborazione con il cantante americano Kane Brown in Miles On It, una canzone Country prodotta da Digital Farm Animals. La canzone raggiunge la posizione 21 nella Billboard Hot 100, mentre su Spotify debutta globalmente nona. Il video musicale della canzone esce il 29 Maggio e vede la partecipazione di ospiti come TimTheTatman, Ninja, Whistlin Diesel e altri ancora. Il 2 agosto Marshmello insieme al musicista UKAY pubblica il remix della canzone Si ai della cantante albanese Tayna. Inoltre partecipa a una live dello streamer Kai Cenat dove annuncia che verrà pubblicata una nuova canzone postuma con Juice WRLD intitolata We Dont Get Along e rivela di star lavorando per rilasciare anche un'altra collaborazione postuma intitolata Soda Pop, che vede anche la partecipazione di Roddy Rich. Il 30 Novembre esce la canzone postuma Empty Out Your Pockets di Juice WRLD, e Marshmello è presente nel video musicale in formato animato.
Il 17 Gennaio 2025 viene rilasciato il singolo Slow Motion, la seconda collaborazione tra Marshmello e i Jonas Brothers. Successivamente, a Marzo viene annunciato che Marshmello si unisce ai Jonas Brothers per il loro imminente tour JONAS20 : Living the Dream.

## Riconoscimenti
Nel 2016, Marshmello viene candidato al premio International Dance Music Awards nella categoria Best Break e per il DJ Mag’s Top 100 DJs. Tra questi vince solo il secondo, collocandosi al numero 28 nel mondo. L’anno successivo, Marshmello e due delle sue canzoni vengono candidate per altri sette premi. Marshmello viene candidato al Best New Talent dei WDW Radio Awards, per il Woodie to Watch degli mtvU Woodie Awards e per il New Artist Of the Year degli Electronic Music Awards. Il suo singolo Alone viene candidato al Best Trending Track dei WDW Radio Awards e per il Best Dance Track dei Radio Disney Music Awards. Il suo remix di Alarm viene candidato al Best Trap remix e per il Best Use of Vocal, entrambi dei Remix Awards. Delle sette nomination, Marshmello vince solo il premio Best Use of Vocal. Nel 2018 ottiene il riconoscimento di Best Electronic Act agli EMA (European Music Awards) tenutisi a Bilbao.

## Discografia

### Album in studio
- 2016 – Joytime
- 2018 – Joytime II
- 2019 – Joytime III
- 2021 – Shockwave
- 2023 – Sugar papi

### Singoli
- 2015 – Wavez
- 2015 – Pr0
- 2015 – Blocks
- 2015 – Wrong
- 2015 – Find Me
- 2015 – Show You
- 2015 – Want U 2
- 2015 – Summer
- 2015 – Take It Back
- 2015 – Know Me
- 2015 – Invincible
- 2015 – Home
- 2015 – Bounce
- 2015 – Keep It Mello (feat. Omar LinX)
- 2016 – Colour
- 2016 – Alone
- 2016 – Ritual (feat. Wrabel)
- 2016 – Magic (con Jauz)
- 2016 – Freal Luv (con Far East Movement feat. Chanyeol & Tinashe)
- 2017 – Twinbow (con Slushii)
- 2017 – Chasing Colors (con Ookay feat. Noah Cyrus)
- 2017 – Moving On
- 2017 – Love U
- 2017 – Silence (feat. Khalid)
- 2017 – You & Me
- 2017 – Wolves (con Selena Gomez)
- 2017 – Danger (con Migos)
- 2018 – Spotlight (con Lil Peep)
- 2018 – There x2 (con Slushii)
- 2018 – Everyday (con Logic)
- 2018 – Fly (feat. Leah Culver)
- 2018 – FRIENDS (con Anne-Marie)
- 2018 – You Can Cry (con Juicy J feat. James Arthur)
- 2018 – Tell Me
- 2018 – Check This Out
- 2018 – Happier (con Bastille)
- 2018 – Project Dreams
- 2019 – BIBA (con Pritam feat. Shirley Setia)
- 2019 – Sell Out (con Svdden Death)
- 2019 – Here with Me (con i CHVRCHES)
- 2019 – Light It Up (con Tyga e Chris Brown)
- 2019 – Rescue Me (con A Day to Remember)
- 2019 – One Thing Right (con Kane Brown)
- 2019 – Room to Fall (con Flux Pavilion feat. Elohim)
- 2019 – Tongue Tied (con Yungblud e Blackbear)
- 2020 – Crusade (con SVDDEN DEATH)
- 2020 – Been Thru This Before (con Southside, Giggs, SAINt JHN)
- 2020 – Be Kind (con Halsey)
- 2020 – Hate the Other Side (di Juice Wrld) (con Marshmello, The Kid Laroi e Polo G)
- 2020 – Come & Go (di Juice WRLD) (con Marshmello)
- 2020 – OK Not to Be OK (con Demi Lovato)
- 2020 – Too Much (con Imanbek feat. Usher)
- 2021 – Chasing Stars (con Alesso e James Bay)
- 2022 – Before U
- 2022 – Estilazo (ft. Tokisch)
- 2022 – Numb (ft. Khalid)
- 2022 – Sah Sah (ft. Nancy Ajram)
- 2022 – American Psycho (ft. Trippie Redd & Mae Muller)
- 2022 – Bye Bye (con Juice WRLD)
- 2023 – Party Jumpin' (ft. Jamie Brown)
- 2023 – Unity
- 2023 – Eternal
- 2023 – Again
- 2023 – Old School (ft. Ray Volpe)
- 2023 –  El Merengue (ft. Manuel Turizo)
- 2023 – Grown Man (ft. Southside & Polo G)
- 2023 – Esta Vida (ft. Farruko)
- 2023 – Fell In Love (ft. Brent Fayaz)
- 2023 – Other Boys (ft. Dove Cameron)
- 2023 – HARLEY QUINN  (ft. Fuerza Regida)
- 2024 – Miles On It (ft. Kane Brown)
- 2024 – Si Ai - Marshmello & Ukay Remix (ft. Tayna)
- 2025 – Slow Motion (ft. Jonas Brothers)

### Video musicali
- 2016 – Alone
- 2016 – Ritual
- 2017 – Summer
- 2017 – Keep It Mello
- 2017 – Moving On
- 2017 – Find Me
- 2017 – Silence
- 2017 – Wolves
- 2017 – You & Me
- 2017 – Blocks
- 2017 – Danger
- 2017 – Take It Back
- 2018 – Love U
- 2018 – Spotlight
- 2018 – FRIENDS
- 2018 – FLY
- 2018 – EVERYDAY
- 2018 – You Can Cry
- 2018 – Flashbacks
- 2018 – Happier
- 2019 – Check This Out
- 2019 – Together
- 2019 – Project Dreams
- 2019 – BIBA
- 2019 – Tell Me
- 2019 – Here with Me
- 2019 – Power
- 2019 – Rooftops
- 2019 – Light It Up
- 2019 – Paralyzed
- 2019 – Imagine
- 2019 – First Place
- 2019 – Don't Save Me
- 2019 – One Thing Right
- 2019 – Tongue Tied
- 2021 – Chasing stars

## Titoli e riconoscimenti
- WWE
  - WWE 24/7 Championship (1)